# Konferencja w Hamburgu
Konferencja w Hamburgu – V światowa konferencja odbyła się w 1997 r., pod hasłem „Uczenie się dorosłych kluczem do XXI wieku”. Potwierdziła ona aktualność koncepcji edukacji ustawicznej i nadała jej status polityczno-oświatowej strategii XXI wieku.
Uzasadnieniem przyjęcia jej przez różne kraje jest:
- globalizacja życia ekonomicznego
- globalizacja życia społecznego
- gwałtowny rozwój nauki i technologii w świecie

Od przyjęcia zasady uczenia się przez całe życie w deklaracji II Światowej Konferencji Edukacji Dorosłych, UNESCO czyniła starania, by edukacją objąć jak najszersze kręgi społeczne.
Cele:
- rozwój kreatywności oraz kompetencji do rozwiązywania osobistych, społecznych, narodowych i międzynarodowych problemów
- podkreślenie roli edukacji dorosłych w rozwiązywaniu problemów
- walka o urzeczywistnienie prawa wszystkich ludzi do edukacji
- akcentowanie walorów międzynarodowej współpracy
- działanie na rzecz upowszechnienia kultury, pokoju i tolerancji

Hamburska konferencja postawiła sobie za cel wymianę doświadczeń związanych z realizacją zasad przyjętych na poprzednich konferencjach, ich aktualizację oraz nakreślenie kierunków polityki oświatowej na przyszłość.
Za szczególnie ważne w obecnej sytuacji uznano następujące zagadnienia:
- uczenie się dorosłych jako wkład w demokratyzację stosunków społecznych
- poprawę warunków i jakości edukacji dorosłych
- zapewnienie powszechnego prawa do nauki pisania i czytania oraz podstawowej edukacji
- promowanie kobiet w edukacji dorosłych
- promowanie prawa do pracy i możliwości zawodowego dokształcania i doskonalenia
- zaangażowanie dorosłych na rzecz środowiska, zdrowia i ludności
- stworzenie ściślejszych relacji między edukacją dorosłych a kulturą, mediami oraz nowymi technologiami informacyjnymi
- otwarcie edukacji dorosłych dla wszystkich oraz wykorzystanie potencjału różnych grup
- wypracowanie doskonalszych mechanizmów finansowania edukacji dorosłych
- rozszerzenie międzynarodowej współpracy i solidarności

Zagadnienia te stanowiły przedmiot pracy dziesięciu grup, a rezultaty ich rozważań znalazły się w uchwalonym na konferencji „Planie działania na przyszłość w obszarze edukacji dorosłych”. Teoretyczną bazę tworzyły cztery filary edukacji:
- uczyć się, aby wiedzieć,
- uczyć się, aby działać,
- uczyć się, aby żyć razem,
- uczyć się, aby być,

stanowiące rozwinięcie koncepcji edukacji ustawicznej zaproponowanej w raportach Faure’a i Delorsa. Za pomocą tych idei ma zostać przezwyciężony podział na kształcenie pierwotne i dalsze, uwolnienie edukacji od miejsca i ściśle określonych ram czasowych oraz urzeczywistnienie idei uczącego się społeczeństwa.